# Ковенантное богословие
Ковенантное богословие (англ. Covenant theology) — кальвинистская концепция, противопоставляющая два типа заветов: Covenant и Testament (в русском языке оба термина переводятся одинаково). В Английской Библии слово конвенант используется в Быт. 6:18; Быт. 9:9; Чис. 25:12; слово testament в Лк. 22:20
Согласно 7 главе Вестминстерского исповедания, вначале Бог заключил с Адамом «Завет Дел» (Covenant of Works), который заключался в послушании. После грехопадения, когда человеческая природа оказалась испорченной первородным грехом был заключен «Завет Благодати» (Covenant of Grace). Это различение не тождественно различению Ветхого и Нового Заветов (New Testament), которые объединяются в Завет Благодати. Конвенантная теология по сути нивелирует различие между древним иудаизмом и христианством, признавая в них единую веру в Христа (Мессию), который совершает искупительную жертву за избранных. При этом обряды (таинства) Ветхого и Нового Заветов признаются аналогичными.
Впервые понятие «Завет Дел» ввел английский пуританин Дадли Феннер (Dudley Fenner) в 1585 году.
Конвенантному богословию противостоит Диспенсационализм.